# Idy Hegnauer
 Idy Hegnauer (12. rujna 1909. – 19. studenog 2006.) bila je švicarska medicinska sestra i mirovna aktivistica koja je radila za organizaciju Service civil international. 

## Život
Hegnauer je rođena u Obfeldenu u Švicarskoj. Bila je kći Marie i Jakoba Häberlinga, koji je radio kao stolar. Bila je kveker. Umrla je 2006. u Affolternu na Albisu u Švicarskoj.  

## Karijera
Tijekom Španjolskog građanskog rata Hegnauer se prijavila u Service civil international (SCI) i radila je u Valenciji. U Španjolskoj je upoznala budućeg supruga Ralpha Hegnauera, koji je također bio uključen u SCI.
Nakon Drugog svjetskog rata, Hegnauer je surađivala s American Friends Service Committee tijekom Izraelsko-palestinskog sukoba. Pomagala je seljanima u Tur'anu u Izraelu, pružajući im medicinsku pomoć.
1960. godine održala je prezentaciju o alžirskim izbjeglicama u Tunisu, dok je radila u toj zemlji tijekom Alžirskog rata. Hegnauer je pomogla prikupiti 900 000 švicarskih franaka za SCI.
Nakon Drugog svjetskog rata Hegnauer je radila u Grčkoj, Indiji, Austriji i Jugoslaviji. Od 1980. do 1984. radila je u dječjoj bolnici u Affolternu na Albisu u Švicarskoj.  